# Doggybag

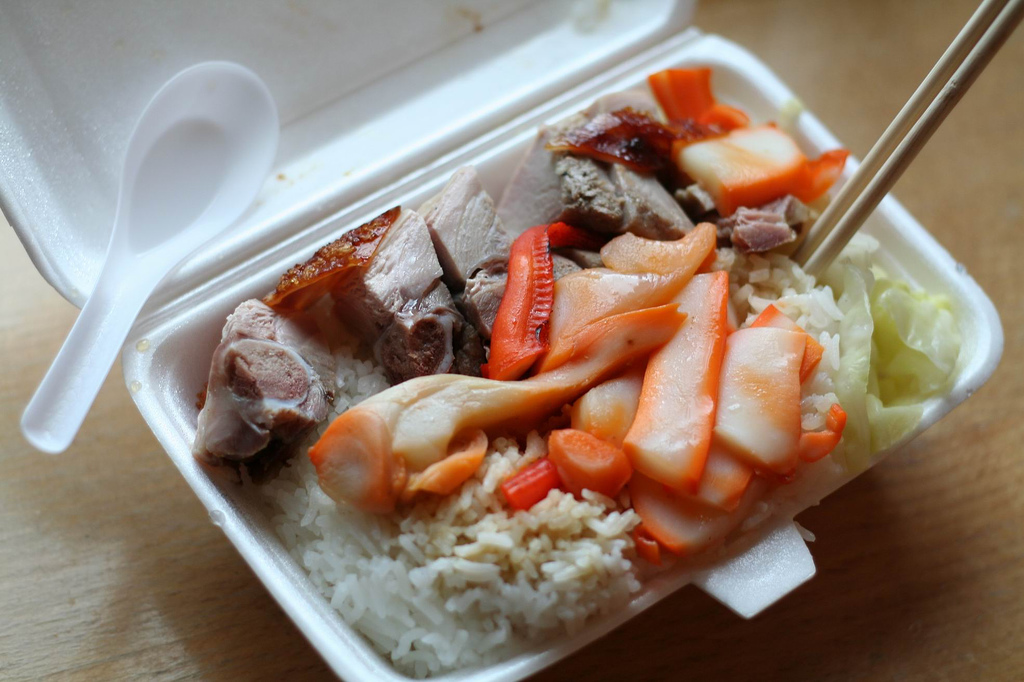
Eine Styroporbox, wie sie in den USA von Restaurants zur Mitnahme von Essensresten bereitgehalten wird

Doggybag, auch Doggy Bag (wörtlich: „Hundetüte“) ist die englischsprachige Bezeichnung für verschiedene Formen von Behältern, die in der Gastronomie für das Einpacken und den Transport der Reste von bestellten und nicht vollständig verzehrten Mahlzeiten bestimmt sind. Diese Speisereste können so von Restaurant-Gästen für den späteren Gebrauch mitgenommen werden.

## Wortherkunft
Das Wort leitet sich von den englischen Wörter doggy (Hündchen) und dem Wort bag (Tüte) ab. Offiziell waren die eingepackten Reste für den Hund der Gäste bestimmt, so die Sprachregelung, tatsächlich waren die Reste oft für die Gäste selbst bestimmt.
In den Vereinigten Staaten ist es inzwischen unüblich geworden, vorzugeben, die Reste der Mahlzeit wären für den Hund bestimmt. Stattdessen bittet man den Kellner offen um eine Box (zumeist eine verschließbare Schachtel aus Schaumpolystyrol).

## Geschichte
Doggy Bags gingen Mitte der 1950er Jahre in Produktion und ihre Verwendung hat sich in Chicago in den 1970er Jahren verzehnfacht. In der Anfangszeit war das Mitnehmen von Speiseresten vielen Gästen peinlich.
In vielen Restaurants werden mit dem Ziel der Kundenbindung übriggebliebene Speisereste auf Wunsch eingepackt. Entweder bitten die Gäste beim Kellner darum oder aber das Gasthaus bietet bei merklichen Resten größerer Portionen das Reste-Einpacken nach Abschluss einer Mahlzeit als Dienstleistung an. Gängig ist das Verfahren in Deutschland insbesondere bei griechischen, kroatischen und chinesischen, aber auch in deutschen Restaurants, allerdings nicht in der gehobenen Kategorie.
Die Übergabe der Reste kann vom Gast rechtlich verlangt werden, da er das vollständige Essen bezahlt. Allerdings könnte der Gastronom für die Verpackung und die Dienstleistung des Einpackens ein Zusatzentgelt fordern, was jedoch unüblich ist.
Doggy Bags sind in Frankreich, Italien und Spanien gesetzliche Pflicht.